# McLaren M5A
Chronologie des modèles (1967-1968)
McLaren M4B McLaren M7A
La McLaren M5A est la troisième monoplace de Formule 1 de l'écurie britannique McLaren Racing, engagée dans le cadre du championnat du monde de Formule 1 1967. Conçue par l'ingénieur britannique Robin Herd, directeur technique de l'écurie, elle dérive de la McLaren M4B engagée en première partie de saison. La monoplace est pilotée par le Néo-Zélandais Bruce McLaren, fondateur de l'équipe.

## Historique

### Écurie officielle
La McLaren M5A est la première monoplace construite par Bruce McLaren Motor Racing spécifiquement conçue pour la Formule 1, au contraire de ces devancières qui pouvaient aussi être engagées en Formule 2. Comme la M4B, une seule voiture a été construite. Elle est la première à utiliser le moteur V12 de 3,0 litres de la BRM type 101 de 365 chevaux.
La première course de la M5A est le Grand Prix du Canada de 1967 où McLaren se hisse à la quatrième place avant de faire un arrêt pour remplacer une batterie à plat à la suite de la décision du constructeur de ne pas utiliser d'alternateur. Lors de la course suivante, en Italie, McLaren se qualifie troisième mais abandonne sur casse de bielle après 46 tours. Les deux dernières courses de la saison ne sont pas meilleures avec deux nouveaux abandons.
McLaren ayant raté le Grand Prix d'Afrique du Sud 1968 en raison de sa participation à la série Tasmane, le champion du monde en titre Denny Hulme pilote la M5A repeinte en orange et termine à la cinquième place, à deux tours du vainqueur.

### Écurie privée de Jo Bonnier
Le pilote suédois Jo Bonnier achète la M5A pour remplacer son ancienne Cooper T81 et l'engage sur sept Grands Prix en 1968 ainsi qu'à la Race of Champions, à l'International Trophy et à la Gold Cup. Son meilleur résultat est une sixième place en Italie. Le manque  de fiabilité et de performance de la monoplace conduisent Bonnier à la retirer de la compétition pour l'accrocher au mur de sa galerie d'art.
La voiture est repeinte plus tard dans ses couleurs originales et engagée en exhibition dans diverses courses historiques. Jack Brabham l'a lourdement endommagée après un accrochage avec Jackie Oliver lors du Goodwood Revival Meeting 1999. La voiture a depuis été restaurée dans son état d'origine.

## Résultats détaillés en championnat du monde de Formule 1
| Saison | Écurie                     | Moteur      | Pneumatiques | Pilotes        | Courses | Courses | Courses | Courses | Courses | Courses | Courses | Courses | Courses | Courses | Courses | Courses | Points inscrits | Classement |
| Saison | Écurie                     | Moteur      | Pneumatiques | Pilotes        | 1       | 2       | 3       | 4       | 5       | 6       | 7       | 8       | 9       | 10      | 11      | 12      | Points inscrits | Classement |
| ------ | -------------------------- | ----------- | ------------ | -------------- | ------- | ------- | ------- | ------- | ------- | ------- | ------- | ------- | ------- | ------- | ------- | ------- | --------------- | ---------- |
| 1967   | Bruce McLaren Motor Racing | BRM P56 V12 | Goodyear     |                | AFS     | MON     | P-B     | BEL     | FRA     | GBR     | ALL     | CAN     | ITA     | USA     | MEX     |         | 3*              | 10e        |
| 1967   | Bruce McLaren Motor Racing | BRM P56 V12 | Goodyear     | Bruce McLaren  |         |         |         |         |         |         |         | 7e      | Abd     | Abd     | Abd     |         | 3*              | 10e        |
| 1968   | Joakim Bonnier Racing Team | BRM P56 V12 | Goodyear     |                | AFS     | ESP     | MON     | BEL     | P-B     | FRA     | GBR     | ALL     | ITA     | CAN     | USA     | MEX     | 3               | 10e        |
| 1968   | Joakim Bonnier Racing Team | BRM P56 V12 | Goodyear     | Joakim Bonnier |         |         | NQ      | Abd     | 8e      |         | Abd     |         | 6e      | Abd     | N.C     |         | 3               | 10e        |

Légende : ici 
* trois points marqués avec la McLaren M4B.